# Felipe Augusto
Felipe Augusto da Silva (São Paulo, 18 februari 2004) is een Braziliaans voetballer die bij voorkeur als aanvaller speelt. Hij tekende in 2025 voor het Turkse Trabzonspor. 

## Clubcarrière
Felipe Augusto debuteerde in 2021 voor Corinthians in de Braziliaanse Série A. Op 6 januari 2024 tekende hij een contract voor 4,5 seizoenen bij Cercle Brugge, dat 3 miljoen euro betaalde voor de aanvaller.
In juli 2025 maakte de vereniging bekend dat de Braziliaan een contract tekende bij Trabzonspor. 